# التواطؤ في الإبادة الجماعية
التواطؤ في الإبادة الجماعية هو عمل غير قانوني بموجب القانون الدولي، سواءً للأفراد، كجزء من القانون الجنائي الدولي، أو للدول الأطراف في اتفاقية منع ومعاقبة جريمة الإبادة الجماعية. وقد حُكم على هذه الأخيرة لأول مرة في قضية الإبادة الجماعية في البوسنة (2007)، حيث حمّلت محكمة العدل الدولية صربيا مسؤولية فشلها في منع الإبادة الجماعية في البوسنة والهرسك.